# 中村光一
中村光一（日语：中村 光一，1964年8月16日－），日本电子游戏开发者。在中村上高中时便得到了编程天才的称呼；在1982年他参加了艾尼克斯的编程竞赛，并以他的作品《门门冒险》得到了一等奖。在1984年他建立了电子游戏公司Chunsoft，并担任总裁。

## 生涯

### 业余项目
中村在日本香川县丸龟高中时是数学俱乐部的成员。他在Tandy TRS-80上使用BASIC程序语言将电子游戏《Galaxy Wars》进行了移植。
为了玩被《I/O》杂志的铃木孝成移植到NEC PC-8001的《Galaxian》等游戏，中村用他卖报纸积攒的钱买了一台PC-8001。他把自己在PC-8001上开发的机器代码投递给了《I/O》杂志并于1981年2月刊上刊登，他的首个发表作品为他赚得了20,000日元。
有了那次经历，在他高中的第一个春休，中村以《ALIEN Part II》为名移植了街机游戏《Space Panic》并刊登于1981年5月刊。程序发行于盒式录音带，并带来了200,000日元的版税收入。在接下来的1982年1月刊，同样发行在录音带《Scramble》（后因权利关系改名《Attacker》）带来了100万日元的版税收入。此外，刊登于《I/O》特刊《微型计算机游戏书4》的《River Patrol》移植版《River Rescue》在中村高中期间带来了超过200万日元的收入。由于他活跃于《I/O》他成为了优秀的年轻PC爱好者。
中村使用版税收入购买了一台PC-8801并决定成为一名职业电子游戏开发者，在他高中三年级，即1982年时，他参加了艾尼克斯举办的第一届年度爱好者程序竞赛。他凭借着自己的首个原创作品《门门冒险》，以优秀编程获得了获得了竞赛的第二名，并得到了50万日元的奖金。

### 艾尼克斯时期
在1983年，中村搬到东京并进入电气通信大学。他将获奖作品《门门冒险》一直到多个PC平台，作为大学生的他每年的版税收入超过1000万日元。在那之后，中村发行了他的第二个PC游戏《Newtron》，并在大学第二年的春假中和朋友创建了5人公司Chunsoft。他开始在东京调布市的一个分契式公寓开始工作。Chunsoft第一个发行的有戏是1985年的PC-6001办《门门冒险 mkII》。接着在加入艾尼克斯的FC游戏开发后，Chunsoft也进行了家用电子游戏机版《门门冒险》的开发。相较于PC版8万份的销量，FC版本则销售记录为20万份，这导致其在之后都聚焦于家用游戏平台的开发。随之尔后，艾尼克斯程序竞赛的冠军堀井雄二和中村一起开发FC复刻作品《港口镇连续杀人事件》。
同时，同为电脑角色扮演游戏《巫术》和《创世纪》爱好者中村和堀井开始开发正宗的FC角色扮演游戏《勇者斗恶龙》。之后中村继续开发勇者斗恶龙系列作品，直至《勇者斗恶龙V》后脱离艾尼克斯的工作。

### 艾尼克斯时期以后
《弟切草》标志着Chunsoft的首个品牌。在那之后，成功开拓的新类型游戏《特鲁尼克大冒险 不思议的迷宫》、《镰鼬之夜》、《风来的思念》和《街 命运的交叉点》都为公司建立了良好的形象。中村后来不得不离开编程来管理公司。
有一段时间，公司的产品被人认为是平庸的，但《3年B組金八先生 伝説の教壇に立て!》显示出了复苏的迹象。近年Chunsoft和世嘉的家庭电子游戏生意联系到了一起，中村担当了2008年Wii游戏《428 封锁的涩谷》的制作人。
据2006年TV东京《世界商业卫星》的一次采访，中村购买了一个1.2亿日元的澳大利亚制巡航机。

## 制作游戏
- 门门冒险
  - 门门冒险 mkII
- Newtron
- 勇者斗恶龙：监制、プログラム
  - 勇者斗恶龙II 恶灵的众神：监制、主程序
  - 勇者鬥惡龍III 接著邁向傳說：监制
  - 勇者斗恶龙IV 被引导的人们：监制
  - 勇者斗恶龙V 天空的新娘：监督
- Famicom Jump II 最强的7人：监制
- テトリス2+ボンブリス：监制
- 弟切草：监制・制作人
- 特鲁尼克大冒险 不可思议迷宫：制作人
  - 特鲁尼克大冒险2 不可思议迷宫：制作总指挥
  - 特鲁尼克大冒险3 不可思议迷宫：制作总指挥
- かまいたちの夜：制作人
  - かまいたちの夜2 監獄島のわらべ唄：制作总指挥
  - かまいたちの夜×3 三日月島事件の真相：制作人
- 風来のシレン：制作人
  - 不思議のダンジョン 風来のシレンGB 月影村の怪物：制作人
  - 不思議のダンジョン 風来のシレン2 鬼襲来!シレン城!：制作总指挥
  - 不思議のダンジョン 風来のシレンGB2 砂漠の魔城：制作总指挥
  - 不思議のダンジョン 風来のシレン外伝 女剣士アスカ見参!：監修
  - シレン・モンスターズ ネットサル：制作人
- チョコボの不思議なダンジョン：監修
  - チョコボの不思議なダンジョン2：監修
- 街 〜運命の交差点〜：制作人
- 3年B組金八先生 伝説の教壇に立て!：制作人
- Homeland：制作人
- 忌火起草：执行制作人
- 428 被封锁的涩谷：制作人
- TRICK×LOGIC:エグゼクティブ制作人